# Nicolas Hlava
Nicolas Hlava (* 17. května 1994 Chomutov) je český lední hokejista hrající na postu útočníka.

## Život
S ledním hokejem začínal ve svém rodném městě, v tamním celku KLH Chomutov. Za něj poté nastupoval v mládežnických i juniorských výběrech, přičemž v průběhu sezón 2008/2009 a 2010/2011 hrál vedle chomutovského klubu i za Kadaň. Během ročníku 2013/2014 se vedle chomutovských juniorů prvně objevil i v soutěžních zápasech za mužský tým tohoto celku. Navíc odehrál dalších 33 utkání za muže Kadaně. I další čtyři sezóny hrál každý ročník střídavě za Chomutov a za Kadaň. Až pro sezónu 2018/2019 přestoupil na jih Moravy, a to do celku Orli Znojmo, které tehdy hráli mezinárodní EBEL ligu.
Po jednom roce se ale vrátil zpět na západ Čech, když přestoupil do Karlových Varů. V průběhu sezóny ale přestoupil do Chomutova, za který sezónu 2019/2020 dohrál. Poté se přesunul do Kladna, které hrálo druhou nejvyšší soutěž v České republice. Soutěž kladenský celek vyhrál a postoupil tak do nejvyšší soutěže, do extraligy. Další přestup se v Hlavově sportovní kariéře udál během května 2022, kdy se z Kladna přesunul do Litvínova. Po sezóně 2022/2023 s ním klub prodloužil smlouvu o jeden rok, když uplatnil opci z předchozí smlouvy.